# Desenvolvimento do Windows 7
Desenvolvimento do Windows 7 começou quando o Windows Vista foi lançado. Milestone 1, Milestone 2 e Milestone 3, foram enviados a parceiros da Microsoft em 2008. Em Outubro de 2008, a Microsoft fez a build 6801 para pessoas PDC e um beta público foi lançado em janeiro de 2009.
O Release Candidate (ou candidato para liberação) esteve disponível a partir de 30 de Abril de 2009 para assinantes do MSDN e Technet, e foi lançado ao público em 5 de maio de 2009. A versão final do Windows 7 foi liberado para fabricação em 22 de Julho de 2009; Assinantes do Technet e MSDN foram capazes de baixá-lo em 6 de Agosto. Em 22 de Outubro, o sistema operacional foi feito normalmente para compra pública.

## História
Em 2000, a Microsoft estava planejando para acompanhar Windows XP e seu servidor de contrapartida Windows Server 2003 (ambos codinome Whistler), com uma nova versão do Windows que foi codinome Blackcomb (ambos os codinomes consulte o Whistler-Blackcomb resort). Esta nova versão era naquele tempo programado para uma liberação 2005.